# Крмпотич, Златко
Златко Крмпотич (серб. Zlatko Krmpotić / Златко Крмпотић; 7 августа 1958, Белград) — югославский сербский футболист и тренер, игравший на позиции защитника.

## Карьера

### Клубная
Большую часть своей футбольной карьеры игрока Крмпотич провёл в белградском клубе «Црвена Звезда», в котором дебютировал в 1977 году. Вместе с командой он трижды становился чемпионом Югославии, а также дважды побеждал в кубке страны. В 1986 Крмпотич перебрался в турецкий клуб «Генчлербирлиги», в 1988-м вернувшись в Югославию. Завершил карьеру в 1991 году.

### В сборной
Крмпотич попал в состав сборной Югославии на Чемпионате мира 1982 года. Из 3-х матчей Югославии на турнире Крмпотич появлялся в двух: в играх против сборных Испании и Гондураса. Во встрече с Гондурасом на 81-й минуте Крмпотич удостоился жёлтой карточки.

## Карьера тренера
Златко Крмпотич тренировал различные европейские клубы, а также кувейтскую команду «Казма» и казахстанский «Кайрат». Кроме того Крмпотич работал с юношескими сборными Сербии и Черногории, а потом Сербии.

## Достижения
Црвена Звезда
- Чемпион Югославии (3): 1979/80, 1980/81, 1983/84
- Обладатель Кубка Югославии (2): 1981/82, 1984/85